# Waghzen
Waghzen (Waɣzen ou Ouaghezene) est un village de kabylie, situé dans la commune d'Aïn El Hammam (anciennement Michelet), dans la wilaya de Tizi Ouzou, en Algérie.
Waghzen désigne aussi dans la mythologie kabyle un monstre qui dévore la chair humaine[réf. nécessaire], semblable au troll de la mythologie nordique.

## Localisation
Waghzen est situé sur la RN 71 entre les villes d'Ain El Hammam et d'Iboudraren. Le village est proche de l'hôpital d'Ain El Hammam.
Waghzen est entouré des villages de Tawrirt At Menguellet, Wayteslid, At Ɛilem, Tililit et Awrir.